# Teresa de Lisieux
Teresa de Lisieux, O.C.D. (Alençon, 2 de janeiro de 1873 – Lisieux, 30 de setembro de 1897), nascida Marie-Françoise-Thérèse Martin, conhecida como Santa Teresinha do Menino Jesus e da Santa Face, foi uma freira carmelita descalça francesa, lembrada como um dos mais influentes modelos de santidade para católicos e religiosos em geral, pela sua "forma prático e simples de abordar a vida espiritual". Juntamente com São Francisco de Assis, é considerada uma das santas mais populares da história da Igreja. São Pio X chamou-a de "a maior entre os santos modernos", antes mesmo de ser beatificada e canonizada.
Teresa recebeu cedo o seu chamamento para a vida religiosa e no ano de 1888, após superar inúmeros obstáculos e com apenas quinze anos, tornou-se freira para juntar-se às suas duas irmãs mais velhas na comunidade carmelita enclausurada em Lisieux, na Normandia. Depois de nove anos, tendo ocupado funções como sacristã e assistente da mestra das noviças, Teresa passou os seus últimos dezoito meses numa "noite de fé" e morreu de tuberculose com apenas vinte e quatro anos de idade.
O impacto de "A História de uma Alma", uma coleção de seus manuscritos autobiográficos publicados e distribuídos um ano após da sua morte foi tremendo e ela rapidamente tornou-se uma dos santos mais populares do século XX. Pio XI fez dela a "estrela de seu pontificado", beatificando-a em 1923 e canonizando-a dois anos depois. Teresa foi também declarada co-padroeira das missões com São Francisco Xavier em 1927 e nomeada co-padroeira da França (com Santa Joana d'Arc) em 1944. Em 19 de outubro de 1997, João Paulo II proclamou Teresa a trigésima-terceira Doutora da Igreja, a pessoa mais jovem e a terceira mulher a ter recebido o título na época.
Além de sua popular autobiografia, Teresa deixou também cartas, poemas, peças religiosas e orações. Suas últimas conversas foram também preservadas por suas irmãs. Pinturas e fotografias — a maioria de autoria de sua irmã Céline — ajudaram a aumentar ainda mais a popularidade de Teresa por todo o mundo.
De acordo com um de seus biógrafos, Guy Gaucher, depois de morrer "Teresa foi vítima de um excesso de devoção sentimental que acabou por traí-la. Foi vítima também de sua linguagem, que era a do fim do século XIX e que fluía da religiosidade de sua época". A própria Teresa disse, em seu leito de morte: "Eu amo apenas simplicidade. Tenho horror à pretensão". Ela também se manifestou contra o estilo de escrita de algumas vidas de santos publicadas na época, "Não devemos dizer coisas improváveis ou coisas sobre as quais nada sabemos. Devemos enxergar suas vidas reais e não imaginárias".
A profundidade de sua espiritualidade, que ela qualificou como "toda de confiança e amor", inspirou muitos crentes. Confrontada com sua própria pequeneza e irrelevância, confiava em Deus para ser sua santidade. Queria ir para o Céu de uma forma completamente diferente: "Quero encontrar um elevador que me eleve até Jesus" e o elevador, escreveu Teresa, eram os braços de Jesus retirando-a de toda a sua pequeneza.
A Basilica de Lisieux é o segundo mais popular destino de peregrinação na França, atrás apenas do Santuário de Lourdes.

## Biografia

### Família
Teresa nasceu na Rue Saint-Blaise, Alençon, na França, em 2 de janeiro de 1873, filha da santa Marie-Azélie Guérin, chamada geralmente de Zélie, uma bordadeira, e do santo Louis Martin, um joalheiro e relojoeiro, ambos devotados católicos. Louis havia tentado se tornar um clérigo secular do Hospício do Grande São Bernardo, mas foi recusado por não conhecer nada de latim. Zélie, que tinha um temperamento forte e ativo, desejava servir aos doentes e também considerou dedicar-se à vida consagrada, mas a prioresa das clérigas regulares do Hôtel-Dieu (a "Santa Casa") de Alençon ignorou seu pedido. Desapontada, aprendeu a bordar e teve muito sucesso, abrindo seu próprio negócio na própria rua Saint-Blaise com apenas 22 anos.
Louis e Zélie se conheceram no início de 1858 e casaram-se em 13 de julho do mesmo ano na Basílica de Notre Dame de Alençon. Ambos muito piedosos, levavam uma vida confortável. Decididos a princípio a viverem uma vida de irmãos, em perpétua abstinência, foram desencorajados por seu confessor e acabaram tendo nove filhos. Entre 1867 e 1870, perderam 3 bebês e Hélène, uma menina de cinco anos e meio. Todas as cinco meninas sobreviventes tornaram-se freiras depois:
- Marie (22 de fevereiro de 1860), carmelita em Lisieux, rebatizada "irmã Maria do Sagrado Coração", morreu em 19 de janeiro de 1940.
- Pauline (7 de setembro de 1861), tornou-se "Madre Agnes de Jesus" no Carmelo de Lisieux; morreu em 28 de julho de 1951.
- Léonie (3 de junho de 1863), chamada "irmã Françoise-Thérèse", tornou-se uma visitandina em Caen; morreu em 16 de junho de 1941.
- Céline (28 de abril de 1869), carmelita em Lisieux, rebatizada "irmã Geneviève da Santa Face", morreu em 25 de fevereiro de 1959.
- Teresa (Thérèse), a caçula.

Zélie ganhou tamanha notoriedade com seus bordados. Em 1870, Louis já havia vendido sua relojoaria para um sobrinho, passando a ajudar a esposa na contabilidade e na logística do negócio.

### Nascimento e sobrevivência
Logo depois de seu nascimento, em janeiro de 1873, eram poucas as esperanças de que Teresa sobreviveria. A enterite, que já havia levado quatro de seus irmãos, acometeu-a também e ela teve que ser entregue aos cuidados de uma enfermeira, Rose Taillé, que já havia tratado duas crianças dos Martin. Ela tinha seus próprios filhos e não podia viver com a família e, por isso, Teresa foi morar com ela num bosque em Semallé. Em 2 de abril de 1874, uma Quinta-Feira Santa, Teresa, com apenas 15 meses de vida e recuperada, voltou para sua família em Alençon. Durante toda sua infância, foi educada numa atmosfera profundamente católica, que incluía missas diárias às 5h30, estrita observância de jejuns e orações que seguiam o ritmo ditado pelo ano litúrgico. Os Martin praticavam também a caridade, visitando doentes e idosos e ocasionalmente recebendo mendigos à mesa do jantar. Mesmo quando Teresa não se mostrava a garotinha "modelo" que suas irmãs depois fizeram crer, respondia bem a esta educação. Brincava frequentemente fingindo ser uma freira e chegou, certa vez, a desejar que sua mãe morresse pois desejava para ela a felicidade do Paraíso. Geralmente descrita como sendo uma criança feliz, era também muito emocional e reclamava muito. Conta Gaucher: "Céline está brincando com a pequena com alguns tijolos… Tenho que corrigir a pobre bebê que faz assustadoras birras quando não consegue o que quer. Rola no chão em desespero acreditando que tudo está perdido. Às vezes tão inflamada que quase chega a engasgar. Ela é uma criança muito nervosa". Aos 22, já uma carmelita, Teresa admitiu: "Eu estava longe de ser uma garotinha perfeita".
Em 28 de agosto de 1877, Zélie Martin morreu de câncer de mama com apenas 45 anos de idade. Seu funeral foi celebrado na basílica de Notre Dame de Alençon. Desde 1865 ela já vinha reclamando de dores nos seios e, em dezembro de 1876, um médico contou-lhe sobre a gravidade do tumor. Na primavera do ano seguinte, sentindo a proximidade da morte, Zélie escreveu para Pauline: "Você e Marie não terão dificuldades para criá-la. Ela tem um comportamento tão bom. É um espírito escolhido." Teresa tinha apenas quatro anos e meio, mas a morte da mãe causou-lhe um impacto tamanho que ela afirmaria depois que "a primeira parte de sua vida acabou naquele dia". "Todos os detalhes da doença de minha mãe ainda me acompanham, especialmente suas últimas semanas na terra" afirmou. Ela se lembrava do quarto onde Zélie, já moribunda, recebeu a extrema-unção enquanto ela própria estava ajoelhada aos seus pés e seu pai chorava. Continua o relato: "Quando mamãe morreu, minha postura alegre mudou. Eu era altiva e aberta; tornei-me retraída e irritadiça, chorando se alguém olhasse para mim. Só ficava feliz quando ninguém me notava… Era apenas no seio de minha própria família, onde todos eram maravilhosamente gentis, que eu conseguia ser mais eu mesma".
Três meses depois da morte de Zélie, Louis Martin deixou Alençon, cidade onde passara sua juventude e se casara, e mudou-se para Lisieux, no departamento de Calvados, na Normandia, onde o irmão farmacêutico de Zélie, Isidore Guérin, vivia com sua esposa e duas filhas, Jeanne e Marie. Em seus meses finais, tomada pela dor, Zélie havia abandonado seu negócio de bordados e, depois que ela morreu, Louis vendeu-o. Em seguida, alugou uma bela e espaçosa casa de campo, Les Buissonnets, que ficava num grande jardim na encosta de uma colina próxima da cidade. Lembrando do passado, Teresa considerava a mudança para Les Buissonnets como o início de "um segundo período da minha vida, o mais doloroso dos três: ele se estendeu dos meus quatro anos e meio até os quatorze anos de idade, a época em que redescobri a minha infância e passei para o período sério da vida". Em Lisieux, Pauline assumiu o lugar da "mama" de Teresa — uma atribuição que levou bastante a sério — e as duas ficaram muito próximas. Teresa também se aproximou bastante de Céline, que era quase da mesma idade.

### Infância
Teresa foi educada em casa até os oito anos e meio, quando entrou para a escola mantida pelas freiras beneditinas da Abadia de Notre Dame du Pré, em Lisieux. Em parte por conta da excelente educação que recebeu de Marie e Pauline, logo tornou-se a melhor de sua classe em todas as matérias, exceto redação e aritmética. Porém, por conta de sua pouca idade e das altas notas, era frequentemente provocada pelos colegas, principalmente por uma garota de quatorze anos que não ia bem. Muito sensível, Teresa sofreu muito e quase sempre chorava em silêncio, resignada. Para piorar, ela não gostava dos barulhentos jogos do recreio e preferia contar histórias ou cuidar dos mais pequenos do jardim de infância. Conta Teresa: "Os cinco anos que passei na escola foram os mais tristes da minha vida e, se minha querida Céline não estivesse lá comigo, não teria conseguido ficar lá por um mês sequer sem ficar doente". Segundo Céline, "Na época, ela passou a gostar de se esconder; não queria ser observada, pois se considerava, sinceramente, inferior". Nos dias de folga, Teresa passou a se apegar cada vez mais a Marie Guérin, sua prima mais nova em Lisieux. As duas brincavam de ser anacoretas (monges ascetas e eremitas), como a grande Teresa fazia com seu irmão. E todas as tardes, mergulhava na vida familiar. "Felizmente eu podia ir para casa todas as tardes e daí me alegrava. Costumava pular no colo do papai para contar-lhe as notas que havia ganhado e, quando ele me beijava, esquecia de todos os meus problemas… Eu precisava tanto deste tipo de encorajamento." Apesar disso, a tensão desta vida dupla de auto-conquista diária cobrou um alto preço: ir para a escola foi se tornando cada dia mais difícil para Teresa.
Quando ela tinha nove anos, em outubro de 1882, Pauline, que até então agia como sua "segunda mãe", entrou para o Carmelo de Lisieux e Teresa ficou devastada, pois compreendia que Pauline passaria para o claustro e as duas jamais se veriam novamente. "Eu disse nas profundezas do meu coração: perdi Pauline!". Porém, o choque reacendeu em Teresa a chama que se apagara com a morte de sua mãe e ela decidiu também se juntar às carmelitas, mas acabou descobrindo que era jovem demais. Ainda assim, Teresa impressionou Madre Marie Gonzague, a prioresa na época, de tal forma que ela escreveu para reconfortá-la, chamando Teresa de "minha futura filhinha".

### Doença
Nesta época, Teresa estava frequentemente doente, sofrendo principalmente de tremores nervosos. Eles começaram certa noite depois que seu tio levou-a para uma caminhada e os dois começaram a falar de Zélie. Supondo que ela estaria apenas com frio, a família cobriu Teresa com cobertores, mas os tremores continuaram; ela cerrou os dentes e não conseguia falar. A família chamou um médico para tentar descobrir o que estava acontecendo. Em 1882, Dr. Gayral diagnosticou que Teresa "reage às suas frustrações com um ataque neurótico". Alarmada — e ainda enclausurada — Pauline começou a escrever cartas para Teresa e tentou intervir de diversas formas. Teresa finalmente se recuperou depois que se virou para fitar a imagem da Virgem Maria que ficava no quarto de Marie, para onde Teresa havia sido movida. Segundo ela, em 13 de maio de 1883, a Virgem lhe deu um sorriso; "Nossa Senhora Abençoada veio até mim, sorriu pra mim. Como estou feliz!". Porém, quando Teresa contou às freiras carmelitas sobre sua visão a pedido de Marie, sentiu-se acuada por suas perguntas e perdeu a confiança recém-recuperada. A dúvida fez com que ela começasse a questionar sua própria experiência. "Eu achava que 'tinha mentido' — não conseguia mais olhar para mim mesma sem sentir um 'profundo horror'". "Por um longo período depois da minha cura, acreditei que minha enfermidade havia sido deliberada e que aquilo era o martírio real para minha alma". A preocupação de Teresa com o incidente continuaria até novembro de 1887.

Infância de Teresa
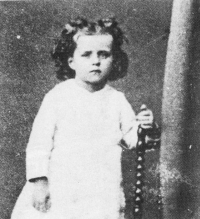
Aos 3 anos (1876)
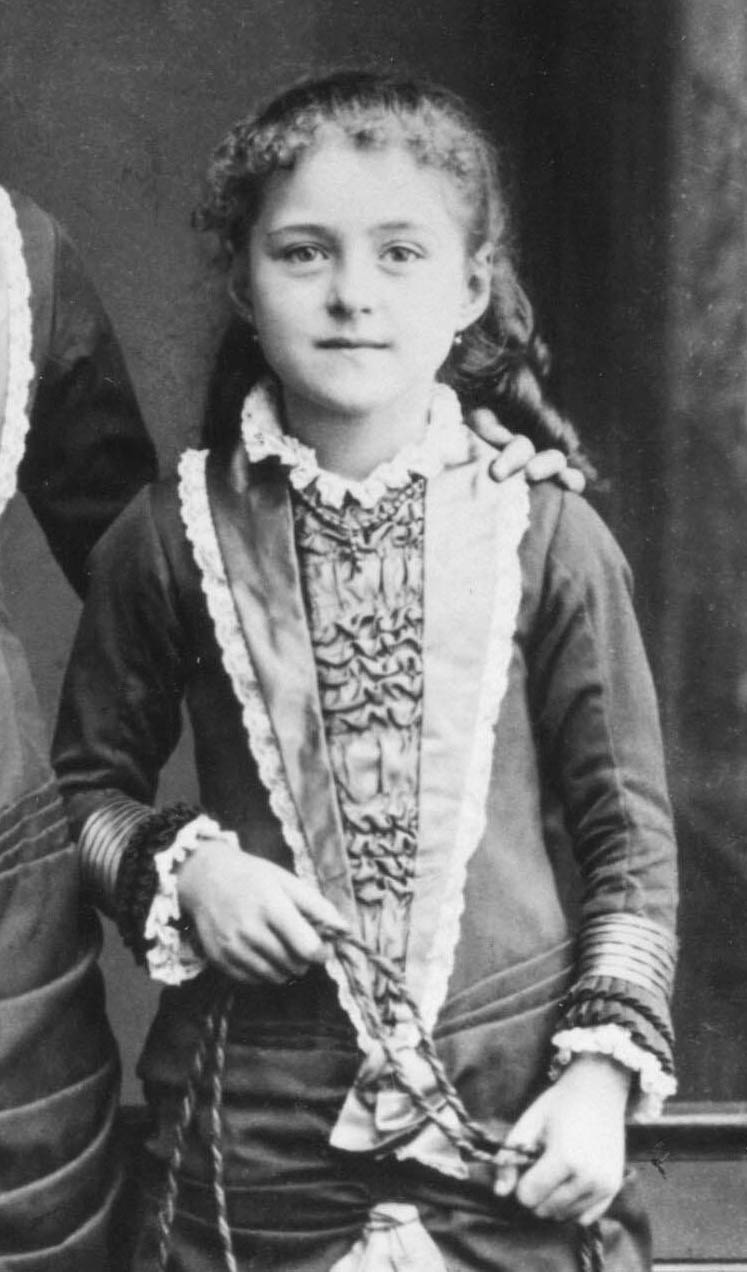
Aos 8 anos (1881)
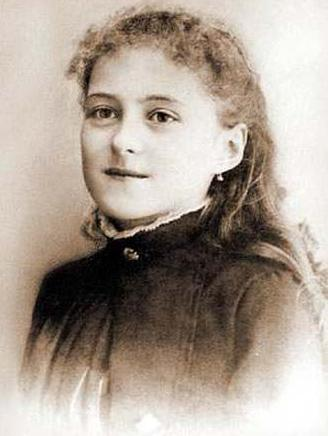
Aos 13 anos (1886)
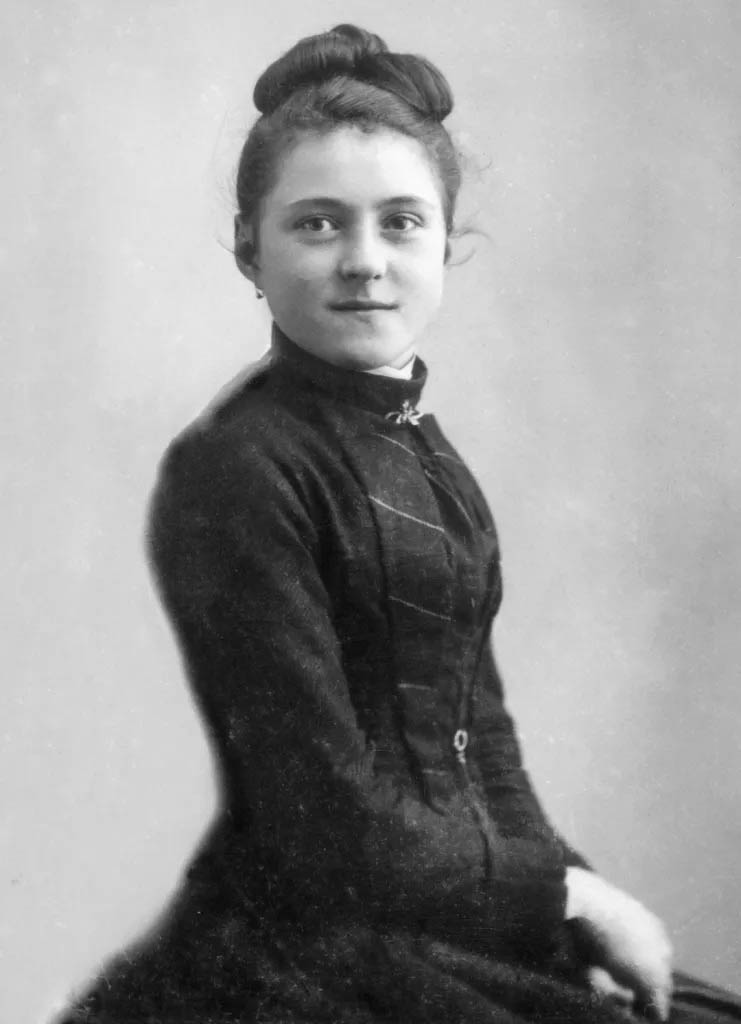
Aos 15 anos (1888), pouco antes de entrar para o Carmelo

Em outubro de 1886, Marie, sua irmã mais velha mais próxima, também entrou para o Carmelo, aumentando ainda mais o tormento de Teresa. A atmosfera calorosa em Les Buissonnets, indispensável para ela, estava lentamente desaparecendo. Agora apenas ela e Céline moravam com Louis e a tristeza constante de Teresa fizeram com que seus amigos acreditassem que ela tinha um "caráter fraco", uma opinião compartilhada pelos Guérin.
Teresa sofria também de escrúpulos,[a] uma condição psicológica compartilhada por outros santos como Afonso de Ligório (também um Doutor da Igreja) e Inácio de Loyola, o fundador da Companhia de Jesus. Conta ela: "Seria necessário passar por este martírio para entendê-lo bem e, para mim, exprimir o que passei por um ano e meio seria impossível".

### Conversão completa: Natal de 1886
A véspera de Natal de 1886 foi um ponto de inflexão na vida de Teresa, um evento que ela chamou de "conversão completa". Anos depois, ela afirmou que foi naquela noite que finalmente superou as pressões que vinha enfrentando desde a morte de sua mãe e completou "Deus fez um pequeno milagre para me fazer crescer num instante. Naquela abençoada noite….Jesus, que achou por bem fazer-se uma criança por amor a mim, achou também por bem tirar-me das faixas [de bebê] e imperfeições da infância".
Naquela noite, Louis Martin e suas filhas, Léonie, Céline e Teresa, tinham ido à Missa da meia-noite na catedral em Lisieux — "mas havia pouca disposição na família". Em 1 de dezembro, Léonie, coberta de eczemas e escondendo o cabelo sob uma mantilha, retornou para Les Buissonnets depois de apenas sete semanas experimentando o duro regime das clarissas em Alençon e suas irmãs tentavam a todo custo ajudá-la a superar a sensação de fracasso e humilhação que ela sentia. Em casa, Teresa, "como era o costume das crianças francesas, deixou um sapatinho vazio na lareira esperando presentes, não do Papai Noel, mas do Menino Jesus, que, acreditava-se, chegaria voando trazendo presentes e bolos". Enquanto subia as casas, ouviu seu pai, "talvez exausto pelo horário ou cansado das inesgotáveis demandas de sua chorosa filha caçula", dizer a Céline: "Bem, felizmente este será o último ano!" Teresa começou a chorar e Céline recomendou que ela não descesse novamente naquele momento. Então, repentinamente, Teresa se recompôs, enxugou as lágrimas, desceu correndo e, ajoelhando-se perto da lareira, abriu seus presentes tão alegremente quanto nos anos anteriores. Em seu relato, nove anos depois, em 1895, ela conta: "Num instante, Jesus, contente com minha boa vontade, realizou o que eu não fora capaz de realizar em dez anos". Depois de nove tristes anos, ela havia "recuperado a força da alma que perdera" quando sua mãe morreu e, continua Teresa, "que permaneceria com ela para sempre". Ela redescobriu a alegria no auto-esquecimento e acrescentou: "Eu senti, numa palavra, caridade entrar no meu coração, a necessidade de esquecer-me de mim para fazer os outros felizes — desde esta abençoada noite, nunca mais fui derrotada numa batalha, mas, ao invés disso, fui de vitória em vitória e comecei a falar, a 'percorrer a carreira do herói'" (uma referência a Salmos 19:5).

#### Análises do evento
O caráter de Teresa e as forças que delinearam sua personalidade em sua juventude têm sido tema de diversas análises, especialmente em anos recentes. Com exceção do médico da família, que a observou no século XIX, todas as demais conclusões são inevitavelmente especulativas. Por exemplo, a autora Ida Friederike Görres, cujos estudos formais se focaram na história da Igreja e em hagiografias, escreveu um livro no qual se propôs a realizar uma análise psicológica do caráter da santa. Sobre o Natal de 1886, diz Görres que "Teresa instantaneamente reconheceu o que havia acontecido com ela quando conquistou esta pequena e banal 'vitória' sobre sua sensibilidade, um fardo que carregou por tanto tempo… ela havia recebido a garantia de uma liberdade que todos os seus esforços haviam sido incapazes de conquistar. Um longo e doloroso período de crescimento que durara quase dez anos estava finalmente encerrado;… a liberdade era simplesmente olhar para além de si…e o fato de uma pessoa poder rejeitar a si própria revela novamente que a 'vitória' é Graça pura, um presente inesperado…Ela não pode ser coagida, só pode ser recebida pelo coração pacientemente preparado". Tanto ela quanto outros autores sugerem ainda que Teresa manteve um aspecto fortemente neurótico em sua personalidade por quase toda a vida.
Uma biógrafa recente, Kathryn Harrison, afirmoi que "seu temperamento não admitia comprometimentos ou moderação…uma vida gasta não domando, mas dirigindo seu apetite e sua vontade, uma vida provavelmente encurtada pela força de seu desejo". Harrison, sobre a iluminação de Teresa, diz que "afinal de contas, no passado ela já havia tentado se controlar, havia tentado com todas as suas forças e fracassado. Seja qual for a lente que utilizemos para avaliar sua transposição, a noite de iluminação de Teresa revela tanto seu poder quanto seus perigos. Ela guiaria seus passos entre o mortal e o divino, entre os vivos e os mortos, entre a destruição e a apoteose. A levaria exatamente para onde ela pretendia ir".

### Imitação de Cristo, Roma e o Carmelo
Antes dos quatorze anos, já em seu período de calma interior, Teresa começou a ler "A Imitação de Cristo", de Tomás de Kempis, ardorosamente, como se o autor tivesse escrito cada frase para ela: "O Reino de Deus está dentro de ti…Volta-te com todo teu coração para o Senhor; e esqueçais deste mundo miserável: e tua alma encontrará repouso.". Passou a andar com o livro por toda parte e posteriormente escreveu que este livro e partes de outro de natureza bem diferente, as palestras do abade Arminjon intituladas "O Fim deste Mundo e os Mistérios do Mundo que Virá", a alimentaram durante este período crítico. A partir daí, Teresa passou a ler outros livros também, principalmente sobre história e ciências.
Em maio de 1887, Teresa foi conversar com seu pai enquanto ele descansava num jardim numa tarde de domingo. Louis, aos sessenta e três, estava se recuperando de um pequeno derrame. Ela disse que queria celebrar o aniversário de sua "conversão completa" entrando para o Carmelo antes do Natal. Ambos choraram, mas Louis se levantou, colheu uma pequena flor branca com cuidado para preservar a raiz e deu-a para a filha, explicando o cuidado com que Deus a criou e a preservou até aquele dia. Teresa depois escreveu sobre o evento: "enquanto ouvia, acreditava estar ouvindo minha própria história". Para Teresa, a flor era um símbolo de si própria, "destinada a viver em outro solo". Encorajada, renovou seus esforços para ser aceita no Carmelo, mas o padre-superior do mosteiro não permitia por conta da sua pouca idade.
Durante o verão, os jornais franceses repetiam a história de Henri Pranzini, que fora condenado pelo brutal assassinato de duas mulheres e uma criança. Para os indignados leitores, Pranzini representava tudo o que ameaçava o modo de vida decente na França. Em julho e agosto de 1887, Teresa rezou fervorosamente pela conversão de Prazini para que sua alma pudesse ser salva, mas ele não demonstrava nenhum remorso. No final de agosto, os jornais relataram que, bastou ter o pescoço colocado na guilhotina, Pranzini agarrou um crucifixo e o beijou por três vezes. Teresa ficou extasiada e acreditava que suas preces o haviam salvo e continuou rezando por ele mesmo depois da sua execução.
Em novembro de 1887, Louis levou Céline e Teresa numa peregrinação a Roma por conta do jubileu do papa Leão XIII. O custo da viagem restringiu muito os que podiam realizá-la e um quarto dos peregrinos eram nobres. O nascimento, em 1871, da Terceira República Francesa marcou o declínio do poder da direita conservadora e, forçados a uma posição defensiva, os monárquicos mais ricos entendiam que uma Igreja forte era uma arma poderosa para proteger a integridade da França e seu futuro. A ascensão de um catolicismo nacionalista militante, uma tendência que iria, em 1894, resultar no escândalo antissemita da acusação falsa e condenação injusta por traição de Alfred Dreyfus, era um desdobramento que estava completamente fora da percepção de Teresa. Protegida pela sua juventude, ela ignorava eventos políticos e suas motivações. O que ela notou, porém, foi a "ambição social e a vaidade", nas suas palavras, "Céline e eu nos vimos misturadas com membros da aristocracia, mas não ficamos impressionadas…as palavras da "Imitação", 'não aspire pela sombra de um grande nome' não foram desperdiçadas comigo e percebi que a nobreza real está na alma e não num nome". As paradas sucediam-se incessantemente, Milão, Veneza, Loreto, até a chegada final em Roma. Em 20 de novembro de 1887, durante uma audiência geral com Leão XIII, Teresa, na sua vez, aproximou-se do papa, ajoelhou-se e pediu-lhe permissão para entrar no Carmelo aos quinze anos. A resposta de Leão foi "Pois bem, minha filha, faça o que os superiores decidirem…Você vai entrar se for a vontade de Deus" e abençoou Teresa. Ela se recusou a sair pelos seus pés e a Guarda Suíça teve que carregá-la para fora do recinto.
A viagem continuou e o grupo visitou as ruínas de Pompeia, Nápoles, Assis e começou a viagem de volta passando por Pisa e Gênova. A peregrinação de quase um mês veio em boa hora para ajudar no desenvolvimento de sua personalidade. Ela "aprendeu mais do que em anos de estudo". Pela primeira e última vez na vida, saiu da Normandia. Notavelmente, ela, "que conhecia apenas padres durante seu ministério, passou um tempo na companhia deles, ouviu as suas conversas nem sempre edificantes e observou pessoalmente as suas limitações". Teresa já havia compreendido que teria que rezar e dedicar sua vida a pecadores como Pranzini. Mas o Carmelo dedicava suas orações especialmente para os padres, o que a surpreendeu, pois suas almas pareciam para ela ser "tão puras quanto cristal". Porém, um mês entre eles ensinou-a que eles são "homens fracos e frágeis". Ela escreveria depois: "Encontrei muitos padres santificados naquele mês, mas também descobri que, apesar de estarem acima dos anjos por sua suprema dignidade, eram ainda assim homens e ainda estavam sujeitos às fraquezas humanas. Se os santos padres, 'o sal da terra', como Jesus se refere a eles no Evangelho, precisam de orações, o que dizer sobre os menos brilhantes? Novamente, como diz Jesus, «se o sal se tiver tornado insípido, como se poderá restaurar-lhe o sabor?» (Mateus 5:13) Eu entendi minha vocação na Itália". Também, pela primeira vez, Teresa se associou a jovens rapazes de sua idade. Os únicos homens na vida de Teresa até então eram o seu pai, seu tio e diversos padres. Céline declarou depois, já durante o processo de beatificação da irmã, que um deles se apaixonou por Teresa ("desenvolveu uma terna afeição por ela"). Teresa depois confessou para ela que "Já é hora de Jesus remover-me do bafo venenoso do mundo… Eu sinto que meu coração é capturado rapidamente por ternura e, onde outros caíram, cairei também. Não somos mais fortes que os outros".
Logo depois, o bispo de Bayeux autorizou a prioresa a receber Teresa e, em 9 de abril de 1888, finalmente ela se tornou uma postulante carmelita.
Em 1889, Louis sofreu um novo derrame e foi levado para uma clínica privada, Le Bon Sauveur, em Caen, onde ficou por três anos até conseguir retornar a Lisieux em 1892. Ele morreu em 29 de julho de 1894 e, logo em seguida, em 14 de setembro do mesmo ano, Céline, que cuidava do pai, entrou para o mesmo Carmelo onde já estavam três de suas irmãs; a prima delas, Marie Guérin, entrou em 15 de agosto de 1895. Leónie, depois de diversas tentativas, tornou-se "irmã Françoise-Thérèse", uma freira visitandina em Caen, onde morreu em 1941.

### A Pequena Flor no Carmelo

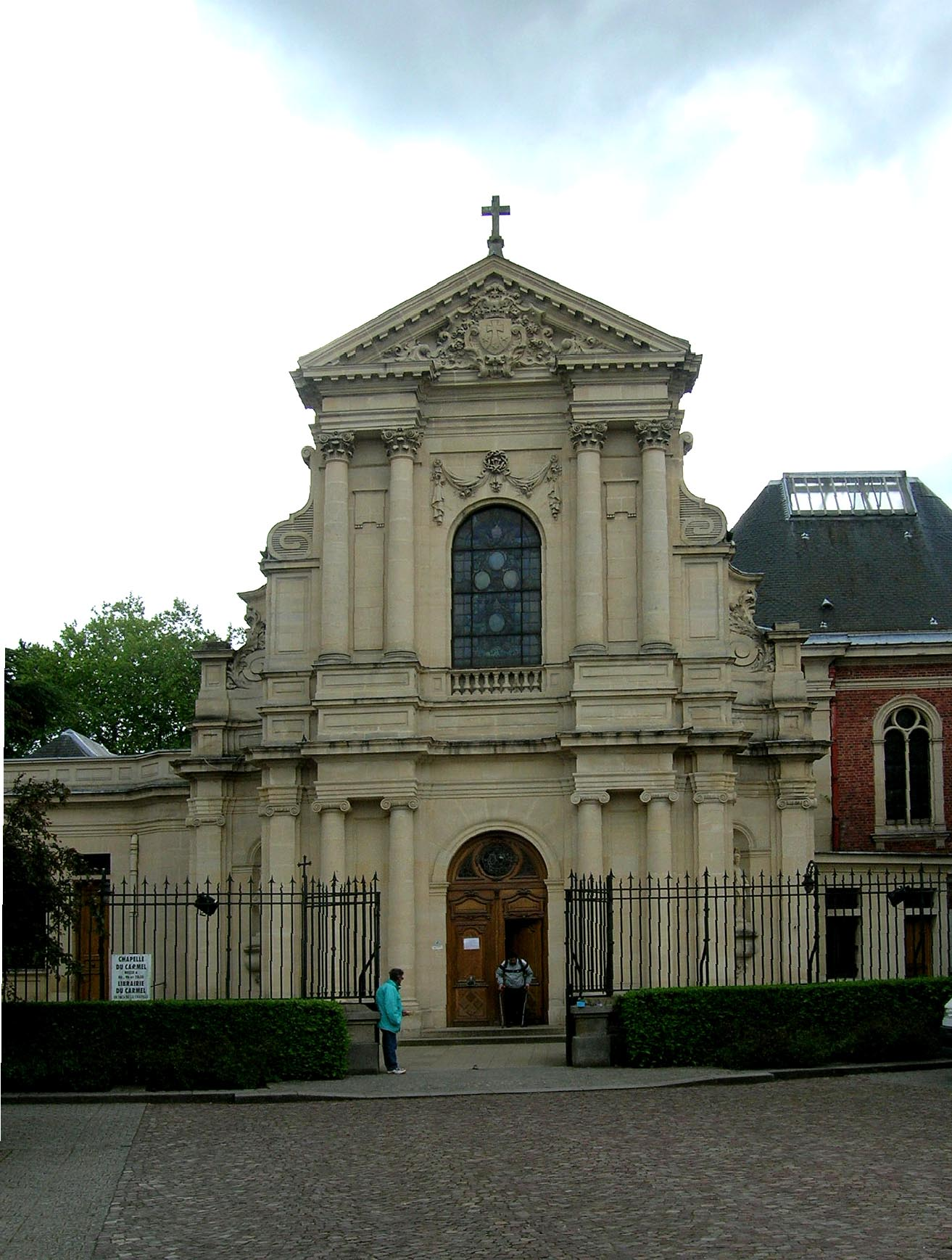
Carmelo de Lisieux, onde Teresa viveu de abril de 1888 até morrer.

#### Carmelo de Lisieux em 1888
A Ordem do Carmo foi reformada no século XVI por Santa Teresa de Ávila e dedica-se basicamente às preces, pessoais e coletivas. Apesar de diversos períodos de silêncio e solidão, a fundadora também previu tempo para o trabalho e relaxamento em comum — a austeridade da vida não deveria atrapalhar as relações fraternas e alegres. Fundado em 1838, o Carmelo de Lisieux tinha, em 1888, 26 religiosas de todas origens e classes sociais. Durante a maior parte da vida de Teresa, a prioresa foi Marie de Gonzague, nascida Marie-Adéle-Rosalie Davy de Virville. Quando Teresa entrou para o convento, Madre Maria tinha 54 e era uma mulher de humor imprevisível, ciumenta de sua autoridade e capaz, por vezes, de agir de modo caprichoso; a ela também se credita um certo relaxamento na observância das regras estabelecidas. "Nas décadas de sessenta e setenta do século XIX, uma aristocrata em pessoa contava muito mais num convento pobre do que percebemos hoje em dia… os superiores da ordem nomearam Marie de Gonzague para as posições mais altas logo que seu noviciado terminou…em 1874 começou sua longa sequência de mandatos como prioresa".

#### Postulante
O período de Teresa como postulante começou com a sua recepção no Carmelo numa segunda-feira, 9 de abril de 1888, dia da Festa da Anunciação. Em paz depois de receber a comunhão, escreveu: "Pelo menos meus desejos foram realizados e não consigo descrever a doce paz que preencheu minha alma. Esta paz permaneceu comigo durante os oito anos e meio que vivi aqui e jamais me abandonou mesmo durante os maiores desafios". Desde a infância, Teresa sonhava com o "deserto" para onde Deus um dia a guiaria e agora ela estava nele. Embora tenha se reunido com Marie e Pauline, já a partir do primeiro dia começou a lutar para se distanciar delas e manter essa distância. Logo de partida, Marie de Gonzague colocou a nova postulante sob os cuidados de Marie, que foi encarregue de ensiná-la a seguir o Ofício Divino. Depois, nomeou Teresa assistente de Pauline no refeitório. E, quando a prima dela, Marie Guérin, também entrou no Carmelo, as duas foram designadas para trabalharem juntas na sacristia. Como Teresa seguia estritamente a regra que proibia todas as conversas supérfluas durante o trabalho, as irmãs só tinham oportunidade de conversar nas horas de recreação em grupo durante as refeições. Nestas ocasiões, Teresa se sentava ao lado da pessoa que estivesse mais próxima ou ao lado de alguma freira mais abatida, desconsiderando os sentimentos tácitos, explícitos por vezes ou até mesmo ciumentos de suas irmãs biológicas. "Devemos nos desculpar aos outros por sermos quatro sob o mesmo teto", costumava dizer Teresa. "Quando estiver morta, vocês devem tomar muito cuidado para não levarem uma vida familiar umas com as outras… Eu não vim para o Carmelo para estar com minhas irmãs; pelo contrário, percebi claramente que a presença delas me custaria caro, pois estava determinada a não ceder à natureza [humana]".
Embora a mestra das noviças, Sóror Maria dos Anjos (Jeanne de Charmontel), tenha achado Teresa "devagar", a jovem postulante se adaptou bem ao novo ambiente. Escreveu: "Ilusões, o Senhor concedeu-me a graça de não ter nenhuma ao entrar para o Carmelo. Encontrei a vida religiosa tal como imaginava, nenhum sacrifício me surpreendeu". Teresa buscou acima de tudo se conformar com as regras e costumes das carmelitas com as quatro religiosas de seu noviciado, Sr. Maria dos Anjos, 43; Irmã Maria Filomena, 48, "muito santa, muito limitada"; Irmã Maria do Sagrado Coração, a irmã mais velha e sua madrinha; Irmã Marta de Jesus, 23, uma órfã, "uma irmã pobre e não muito inteligente", de acordo com Pauline. Posteriormente, quando Teresa tornou-se assistente da mestra das noviças, não deixava de repetir o quão importante era para ela seguir a regra: "Quando alguém viola as regras, não há razão para se justificar. Cada um deve agir como se a perfeição da ordem dependesse de sua conduta pessoal". Reafirmava constantemente também o papel essencial da obediência na vida religiosa, dizendo "Quando você deixa de observar o compasso infalível [da obediência], rapidamente a mente vagueia por terras áridas onde as águas da graça logo faltarão". Ela escolheu como seu diretor espiritual um jesuíta, padre Pichon. No primeiro encontro dos dois, em 28 de maio de 1888, Teresa se entregou a uma confissão geral, revisando tudo o que considerava ser um pecado em seu passado e saiu da experiência profundamente aliviada. O padre, que também sofria de escrúpulos,[a] compreendeu-a e reassegurou-a. Poucos meses depois, Pichon foi para o Canadá e Teresa só conseguia se aconselhar com ele por carta e, ainda assim, suas respostas eram raras (em 4 de julho de 1897, confidenciou a Pauline: "Padre Pichon me tratava demasiadamente como uma criança; apesar disso, ele me fez muito bem ao dizer que eu jamais havia cometido um pecado mortal"). Durante seu período como postulante, Teresa teve que enfrentar alguma forma de bullying das outras irmãs, principalmente por sua pouca aptidão para tarefas manuais e artesanato. Irmã Maria de São Vicente de Paula, a melhor bordadora da comunidade, fazia com que ela se sentisse excluída e chegou a chamá-la de "cabritinho da mamãe".[b] Em sua última visita a Trouville, no fim de junho de 1887, Teresa foi chamada de "a inglesa alta" por causa de seus longos cabelos loiros. Como todas as religiosas, ela logo descobriu que muito da vida religiosa dependia de diferenças de temperamento, caráter, sensibilidades e enfermidades. Depois de nove anos, escreveu sem rodeios que "a falta de juízo, de educação, a sensibilidade exacerbada de algumas, nada disto ajuda a tornar a vida mais agradável. Sei bem que estas fraquezas morais são crônicas, que não há esperança de cura". Mas o maior sofrimento viria de fora do Carmelo: em 23 de junho de 1888, Louis Martin sumiu de sua casa e foi encontrado quatro dias depois, numa agência de correios em Le Havre. O incidente marcou o início do rápido declínio, físico e mental, de seu pai.

#### Noviça (10 de janeiro de 1889—24 de setembro de 1890)

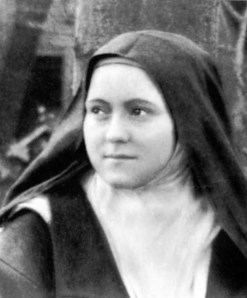
A noviça Teresa.

O período de postulante de Teresa acabou em 10 de janeiro de 1889, quando ela finalmente tomou o hábito. A partir daí, ela passou a vestir o "escapulário marrom, rude e cosido à mão, touca branca e véu, cinto de couro com um rosário, meias de lã e sandálias de corda". A saúde de seu pai estava na época estável o suficiente e ele conseguiu comparecer, mas sofreu, apenas doze dias depois, uma crise particularmente séria que forçou sua internação numa clínica, Les Bon Sauveur, em Caen, onde passaria três anos. Neste período, Teresa aprofundou seu senso de vocação: levar uma vida reclusa, rezar e oferecer seu sofrimento aos sacerdotes, esquecer-se completamente, com o objetivo de aumentar seus discretos atos de caridade. Nas palavras de Teresa, "Apliquei-me especialmente à prática das pequenas virtudes, pois não tinha condições de realizar as maiores". Neste período, Teresa sempre retornava ao tema de sua própria pequeneza em suas cartas, referindo-se a si própria como um "grão de areia", uma imagem que tomou emprestada de Pauline, "Sempre menor e mais leve para ser capaz de ser mais facilmente levada por uma brisa de amor". Ela absorveu também a obra de São João da Cruz (outro Doutor da Igreja), uma leitura espiritual incomum para a época, especialmente para uma jovem freira. Teresa sentia uma forte proximidade com este clássico autor carmelita e leu com entusiasmo "Ascensão do Monte Carmelo", o "Caminho da Purificação", o "Cântico Espiritual" e "A Chama Viva do Amor" (embora não haja evidências de que ela tenha se sentido atraída pelas obras da também carmelita Santa Teresa de Ávila). Passagens destas obras estão embrenhadas no que dizia e escrevia.
Juntamente com o novo nome que uma carmelita recebe quando entra na ordem, há sempre um epíteto que sublinha o mistério que a freira deve contemplar com especial devoção. Teresa tinha dois e, para ela, tinham igual importância. O primeiro foi prometido a ela aos nove anos de idade por Madre Marie de Gonzague, "do Menino Jesus", e ela o recebeu assim que entrou para o convento. Por si só, a veneração do Menino Jesus era uma tradição carmelita que remontava ao século XVII — concentrava-se principalmente na impressionante humilhação da majestade divina ao assumir uma forma extremamente fraca e impotente. A devoção foi renovada por Pierre de Bérulle e os oratorianos. Porém, quando Teresa adotou o hábito, pediu à Madre Marie que conferisse a ela um segundo epíteto, "da Santa Face".
Geralmente, o noviciado que precedia a profissão de fé durava um ano. Irmã Teresa esperava fazer seus votos numa data próxima a 11 de janeiro de 1890, mas ela foi novamente considerada jovem demais para um compromisso desta magnitude e seus votos foram adiados: passou oito meses mais no noviciado do que era o costume. No final de 1889, sua velha casa, Les Buissonnets, foi desmantelada e a mobília, dividida entre os Guérin e o Carmelo. Foi apenas em 8 de setembro de 1890, com dezessete anos e meio, que ela finalmente fez sua profissão de fé. A reclusão às vésperas de suas "promessas irrevogáveis" foi caracterizada como sendo de "aridez absoluta" que, na véspera, transformou-se em pânico. "O que ela queria estava além de si! Sua vocação era uma farsa!". Reassegurada pela Madre e mestra das noviças Marie de Gonzague, a cerimônia seguiu adiante no dia seguinte. Ela se sentiu em paz e citou «a paz de Deus, que excede todo o entendimento» (Filipenses 4:7). O que ela sentia era diferente:
| “ | Que as criaturas sejam nada para mim e eu, nada para elas, mas que sejas Tu, Jesus, tudo! Que ninguém se preocupe comigo, que eu seja vista como alguém a ser pisoteada […] seja feita Tua vontade em mim perfeitamente […] Jesus permita-me salvar muitas almas; que nenhuma alma se perca hoje; que todas as almas no Purgatório sejam salvas […] | ” |

Em 24 de setembro, a cerimônia pública que seguiu foi repleta de "tristeza e amargura". Segundo a biógrafa Harrison, Teresa sentia falta do bispo Hugonin, do padre Pichon, que estava no Canadá, e de seu pai, que estava ainda internado. Sobre a ocasião, Madre Marie escreveu para a prioresa de Tours sobre Teresa: "A filha angélica tem dezessete anos e meio, mas o bom senso de trinta, a perfeição religiosa de uma noviça antiga e realizada e muita propriedade; ela é a freira perfeita."

#### A vida discreta de carmelita (setembro de 1890—fevereiro de 1893)

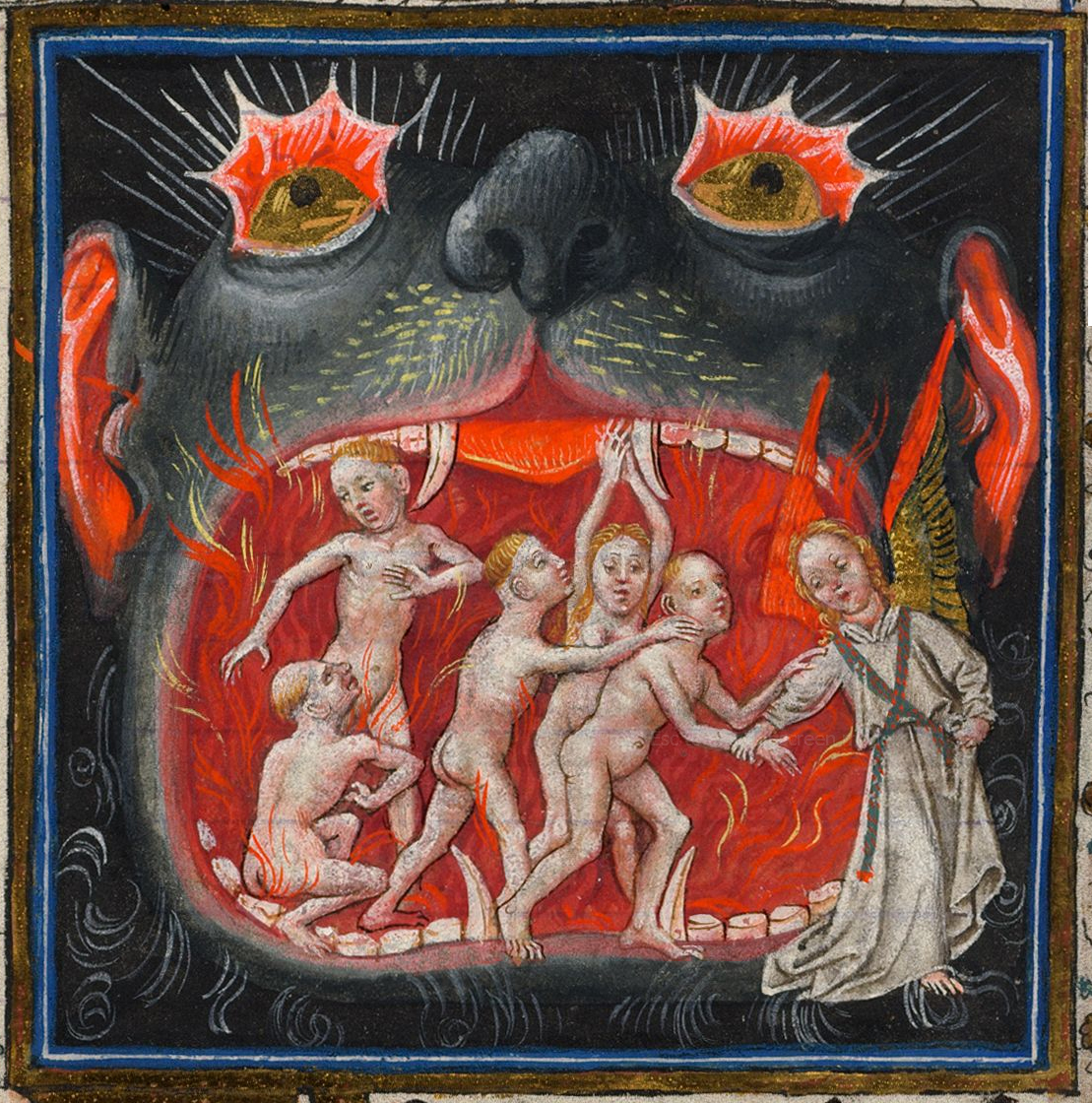
"A porta do inferno". As constantes pregações sobre os perigos do inferno atormentavam Teresa. "Ninguém sabe se é digno de amor ou de ódio", dizia ela, que acreditava que as suas falhas não ofendiam a Deus nem eram motivo de punição.

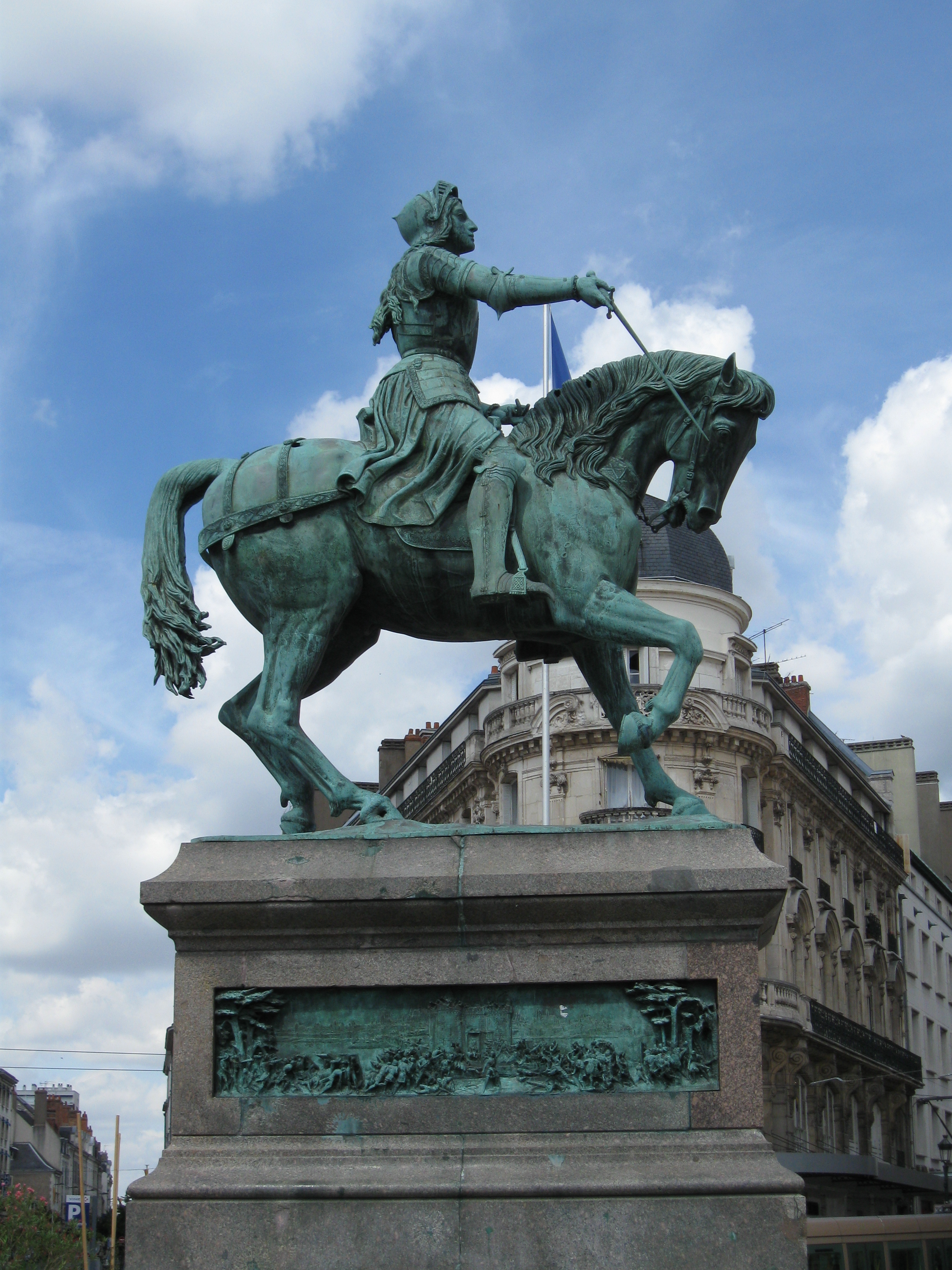
Estátua de Santa Joana d'Arc, a "donzela de Órleães", sobre quem Teresa escreveu duas peças simples de teatro, encenadas no Carmelo.
Estátua em Orleães, França.

Os anos seguintes foram de maturação de sua vocação. Teresa rezava constantemente, agora sem a hipersensibilidade de outrora e multiplicou seus pequenos atos de caridade e cuidado com os outros, realizando inúmeras obras sem buscar reconhecimento. Aceitava a crítica em silêncio, mesmo as injustas, e sorria para as irmãs que eram desagradáveis com ela. Rezava sempre pelos padres e em particular pelo padre Hyacinthe Loyson, um pregador famoso que havia sido noviço entre sulpicianos e dominicanos antes de tornar-se um carmelita, ordem na qual ascendeu à posição de prior provincial, e que abandonou a fé católica em 1869. Três anos depois, ele casou-se com uma jovem viúva protestante e teve um filho com ela. Depois de ser excomungado, passou a viajar pela França dando palestras. Jornais clericais chamavam Loyson de "monge renegado" e Leon Bloy o satirizava, mas Teresa rezava pelo "seu irmão". Sua última comunhão, em 19 de agosto de 1897, foi dedicada ao padre Hyacinthe.
O capelão do Carmelo, padre Youf, insistia em suas homilias sobre o medo do inferno — como era o costume dos pregadores da época, sempre reforçando o papel do pecado, o sofrimento do Purgatório e do inferno — o que não era benéfico para Teresa. Em 1891, ela experimentou "provações interiores de todos os tipos, chegando até a duvidar às vezes se o Céu realmente existia". Em outubro do mesmo, pregou o padre Alexis Prou durante seu retiro, um franciscano de Saint-Nazaire, acostumado a pregar para multidões (como de fábricas) e aparentemente sem nenhuma conexão com a doutrina carmelita e apenas Teresa encontrou conforto em seus sermões, que falavam sobre o abandono e misericórdia, confirmando suas próprias intuições. Segundo ela, "minha alma era como um livro que o padre conseguiu ler melhor do que eu. Ele me lançou de vento em popa sobre as ondas da confiança e do amor que tanto me atraíam, mas sobre as quais tinha medo de me aventurar. Ele me disse que minhas falhas não ofendiam Deus". Sua vida espiritual passou a cada vez mais se pautar pelos Evangelhos, que carregava sempre consigo. O costume da época era a leitura de comentários sobre ele, mas Teresa pediu a Céline que conseguisse para ela os Evangelhos e as epístolas paulinas num volume pequeno o suficiente para ser carregado junto ao coração. Em suas palavras, "são especialmente os Evangelhos que me sustentam durante minhas orações, pois neles encontro o que é necessário para minha pobre almazinha. Estou constantemente descobrindo neles novas luzes, escondidas e significados misteriosos".
Teresa estava cada vez mais certa que não sentia atração alguma pela exaltação e eminência das "grandes almas". O retiro de outubro de 1892 fez Teresa refletir sobre o caminho "para baixo", "de diminuição". Ela escreveu para Céline perguntando: "Jesus nos ergueu acima de todas as coisas frágeis deste mundo cuja imagem passa. Como Zaqueu, subimos numa árvore para podermos ver Jesus e ouvirmos então o que ele está nos dizendo. «desce depressa; porque importa que eu fique hoje em tua casa.» (Lucas 19:5) Pois bem, Jesus está nos pedindo para descer?" "Estou falando aqui sobre o nosso interior", qualificou Teresa para que Céline não pensasse que ela estava renunciando a comida ou abrigo. Segundo Harrison, "Teresa sabia que suas virtudes e até mesmo seu amor eram falhos, falhados pelo "eu", um espelho embaçado demais para refletir o divino" e continuava a buscar incessantemente meios de "livrar-se mais eficientemente de si própria [de seu "eu"]". Na carta, Teresa finalmente concluiu que "sem dúvida, [nossos corações] já estão vazios de criaturas, mas, ai de mim, sinto que o meu não está completamente vazio de mim mesma e é por isso que Jesus nos pede para descer".

#### Eleição de Madre Agnes
A 20 de fevereiro de 1893, Pauline foi eleita prioresa do Carmelo e tornou-se a "Madre Agnes". A prioresa anterior fora nomeada mestra das noviças e Teresa, sua assistente. O trabalho de guiar as noviças era agora a principal responsabilidade de Teresa, que, no decorrer dos anos seguintes, demonstrou grande talento para clarificar a doutrina para os que não haviam recebido uma educação tão boa quanto a sua. Um caleidoscópio, cujos três espelhos transformam pedacinhos de papel colorido em belas formas, era para ela uma ilustração da Santíssima Trindade:
| “ | Assim como nossas ações, mesmo as mais pequenas, não escapam do foco do Amor Divino, a Santíssima Trindade, simbolizada pelos três espelhos, permite que elas reflitam belezas maravilhosas. Jesus, que nos enxerga através da pequena lente, ou seja, através de Si, sempre vê beleza em tudo que fazemos. Mas se deixarmos o foco do amor inexpressável, o que Ele veria? Fiapos de palha […] ações imundas e inúteis. | ” |
|   | — Santa Teresinha, citada por Gorres. |   |

Outra imagem utilizada frequentemente por Teresa era o elevador, que acabara de ser inventado, e que servia para descrever a Graça divina, uma força que nos eleva para alturas que não podemos chegar sozinhos. As memórias de Céline estão repletas de outros exemplos.[c] Marta de Jesus, uma noviça que passou a infância numa sucessão de orfanatos — descrita por todos eles como instável emocionalmente e de temperamento violento — testemunhou durante o processo de beatificação de Teresa sobre "a extraordinária dedicação e presença de sua jovem professora". Segundo Harrison, Teresa buscava intencionalmente a companhia de freiras cujo temperamento ela achava difícil de aturar, pois não via mérito na caridade dedicada a pessoas que naturalmente amamos. Ao passar tempo com pessoas que considerava repelente, adquiria de forma cada vez mais eficiente uma forma de conquistar sua "pobreza interior" e de "remover o lugar para reclinar a cabeça" (veja Mateus 8:20).
Em setembro de 1893, Teresa, tendo passado os três anos regulamentares como noviça, pediu para não ser promovida: queria ser noviça indefinidamente. Como tal, ela teria que sempre pedir permissão às outras irmãs e jamais poderia ser eleita para nenhuma posição importante. Além disso, poderia continuar junto das outras noviças, ajudando-as em suas necessidades espirituais.
Em 27 de janeiro de 1894, Leão XIII autorizou a abertura do processo de beatificação da venerável Joana d'Arc, a pastora de Lorena que tornou-se mártir da Guerra dos Cem Anos, provocando celebrações por toda a França. Teresa se baseou na "História da França" de Henri Wallon — um livro que seu tio Isidoro havia doado ao Carmelo — para ajudá-la a escrever duas peças piedosas, "pequenas peças de teatro realizadas por umas poucas freiras para o resto da comunidade em certos dias festivos". A primeira, "A Missão de Joana d'Arc" foi encenada no Carmelo em 21 de janeiro de 1894 e a segunda, "Joana d'Arc Cumpre sua Missão", em 21 de janeiro do ano seguinte. Segundo uma de suas biógrafas, Ida Görres, trata-se de "autorretratos mal-disfarçados".
Em 29 de julho de 1894, Louis Martin morreu. Já muito doente, vivia sob os cuidados de Céline, que, incentivada pelas cartas de Teresa e pelo conselho de outras irmãs, entrou também para o Carmelo de Lisieux em 14 de setembro. Com a permissão de Madre Agnes, Céline levou consigo uma câmera fotográfica e material para revelar as fotos, uma decisão que seria de fundamental importância para explicar o extraordinário culto à personalidade de Teresa que surgiria depois de sua morte. Segundo Harrison, "esta indulgência não era de modo algum normal. Fora do normal também seria o destino das fotos que Céline tirou no Carmelo, imagens que seriam escrutinadas e reproduzidas incontáveis vezes. Mesmo quando eram mal reproduzidas, seus olhos nos prendem. Descritos como azuis ou cinzas, parecem mais escuros nas fotos". No final do ano, possivelmente por temer sua morte, suas irmãs biológicas pediram que Teresa escrevesse sobre sua infância.[carece de fontes?]

#### Descoberta doPequeno Caminho
Teresa entrou para o Carmelo de Lisieux com a determinação de tornar-se uma santa. Mas, no final de 1894, seis anos como carmelita fizeram ela perceber o quão pequena e insignificante ela era (em sua própria opinião), sublinhando as limitações de seus esforços. Permaneceu todo este tempo "pequena" e muito distante do amor infalível que desejava praticar no início. Teresa entendeu também que era sua própria pequeneza que precisava aprender para pedir o amor de Deus. Com sua câmera, Céline levou também cadernos com passagens do Antigo Testamento, um texto que Teresa não tinha acesso no Carmelo (a Bíblia Louvain, a tradução autorizada para os católicos franceses, não inclui o Antigo Testamento). Nos cadernos, Teresa encontrou uma passagem do Livro dos Provérbios que teve um grande impacto sobre ela: "Quem for simples apresente-se!". Ela também ficou muito impressionada com uma passagem de Isaías: «[…] nos braços sereis levados, e sobre os joelhos sereis acariciados. Como quem recebe de sua mãe conforto, assim eu vos confortarei […]» (Isaías 63:12–13) e concluiu que Jesus a levaria para as alturas da santidade. A pequeneza de Teresa e seus limites, tornaram-se motivos de alegria e não de desencorajamento. Foi apenas no "Manuscrito C" de sua autobiografia que ela deu à sua descoberta o nome de "Pequeno Caminho" (em francês:  Petit Voie), também chamada "Pequena Via"ː
| “ | Procurarei buscar meios de chegar ao Céu por um pequeno caminho — muito curto e muito reto, um pequeno caminho que é totalmente novo. Vivemos numa era de invenções; atualmente os ricos não precisam mais sequer subir escadas, pois têm elevadores para isso. Bom, eu tentarei encontrar um elevador pelo qual eu possa ser elevada a Deus, pois sou muito pequena para escalar a íngreme escada da perfeição. […] Teus braços, então, Ó Jesus, são o elevador que deverão elevar-me até o Céu. Para chegar lá, não preciso crescer; ao contrário, preciso permanecer pequena, preciso me tornar ainda menos. | ” |
|   | — Santa Teresinha, História de uma alma. |   |

Ecos deste "caminho", porém, aparecem por toda sua obra. De fevereiro de 1895 em diante, Teresa passou a assinar suas cartas adicionando "muito pequena" (toute petite) à frente do nome. De acordo com a biógrafa Ida Görres, porém, este linguajar deve ser sempre entendido em contraste com a "infalível e férrea auto-conquista de toda sua vida". Ainda segundo Görres, "sabemos o quão intensamente sua vida foi dedicada aos deveres, à realização das boas obras, ao cultivo de todas as virtudes…[porém] ela rejeitava todos os esforços ascéticos não direcionados diretamente a Deus, mas à 'perfeição' pessoal. Foi com base neste ponto de vista que ela baseou sua extraordinária recusa em considerar importantes suas faltas diárias." Por não ter ilusões sobre a natureza humana, Teresa não dava a elas mais importância do que mereciam:
| “ | Por muito tempo acreditei que o Senhor é mais gentil que uma mãe. Eu sei que uma mãe está sempre pronta a perdoar maus comportamentos triviais ou involuntários de seus filhos. Crianças estão sempre dando trabalho, caindo, se sujando, quebrando coisas — mas nada disso abala o amor de seus pais por elas. | ” |
|   | — Santa Teresinha, citada na obra de Gorres. |   |

#### Oferta ao amor misericordioso
No final da segunda peça que Teresa escreveu sobre Joana d'Arc, a fantasia que ela estava vestindo quase pegou fogo. Os fornos de álcool utilizados para representar a estaca em Ruão (Joana foi queimada viva amarrada numa estaca) atearam fogo no cenário atrás de Teresa. Ela não se apavorou, mas o incidente definitivamente deixou marcas, pois o tema do fogo passou a ter um lugar cada vez mais importante em suas obras. Em 9 de junho de 1895, durante a Missa que celebrava a Festa da Santíssima Trindade, Teresa teve uma súbita inspiração de que deveria se oferecer em sacrifício para o "amor misericordioso", talvez inspirada por algumas freiras que, na ocasião, se ofereceram à "justiça divina". Em sua cela, escreveu um "Ato de Oferenda" (no sentido da oferenda eucarística) para si mesma e Céline; em 11 de junho, as duas se ajoelharam perante a Virgem e Teresa leu o documento que havia escrito e assinado: "No crepúsculo da minha vida, aparecerei diante de Ti com as mãos vazias, pois não peço a Ti, Senhor, que conte minhas obras…" De acordo com Ida Görres, o documento ecoa a felicidade que ela sentiu quando o padre Alexis Prou, o pregador franciscano, assegurou-a de que suas faltas não provocavam tristeza em Deus. Na "Oferenda", ela confirmou: "Se por uma fraqueza eu por acaso cair, que um olhar de Seus Olhos purifique imediatamente a minha alma e consuma todas as minhas imperfeições — como o fogo consome todas as coisas em si próprio".
Em agosto de 1895, as quatro irmãs Martin receberam a prima, Marie Guérin, na vida religiosa, agora "irmã Maria da Eucaristia". Em outubro, um jovem seminarista e sub-diácono dos Padres Brancos, Abbé Bellière, pediu ao Carmelo de Lisieux que enviasse uma freira que pudesse apoiar — com orações e sacrifício — sua obra missionária e as almas que seriam no futuro encarregadas a ele. Madre Agnes nomeou Teresa, que jamais se encontrou com Bellière; dez cartas foram trocadas entre eles.
Um ano depois, padre Adolphe Roulland (1870–1934), da Sociedade para as Missões Estrangeiras de Paris, fez o mesmo pedido. Novamente Teresa foi a escolhida para ser a "irmã espiritual". Em ambos os casos, Teresa se via como professora e doadora, consolando e aconselhando, respondendo questões, confirmando e instruindo os padres sobre o significado de sua "pequena via".

#### Anos finais

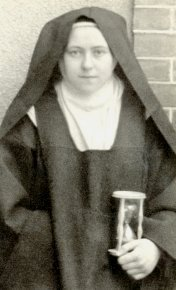
Teresa por volta de 1896, poucos anos antes de morrer.

Os anos finais de Teresa foram marcados por um rápido declínio de sua saúde que ela aguentou resolutamente e sem jamais reclamar. A tuberculose foi o principal elemento do seu sofrimento, mas ela via a doença como parte de sua jornada espiritual. Depois de observar um rigoroso jejum durante a quaresma de 1896, Teresa se deitou na véspera da Sexta-Feira Santa sentindo-se muito feliz e escreveu: Ó! Quão doce esta memória realmente é!… Eu tinha acabado de deitar a cabeça no travesseiro quando senti algo como uma corrente borbulhante se acumulando nos meus lábios. Não sabia o que era."
Na manhã seguinte, encontrou sangue no lenço e compreendeu o seu destino: tossir sangue significava tuberculose e tuberculose significava morte. Ela escreveu: "Pensei imediatamente na coisa alegre que eu teria que aprender e fui até a janela. Consegui ver que não estava enganada. Ah! Minha alma estava preenchida de uma grande consolação; eu fui interiormente persuadida que Jesus, no aniversário de sua própria morte, queria que eu ouvisse Seu primeiro chamado!"
Nesta época, Teresa passou a se corresponder com uma missão carmelita que existia na Indochina Francesa e foi convidada a se juntar a ela, mas, por causa de sua doença, não podia mais viajar.
Por causa da tuberculose, Teresa sofreu terrivelmente. Quando estava perto da morte, "seu sofrimento continuou aumentando até o ponto que o próprio médico foi levado a exclamar, 'Ah! Se vocês ao menos soubessem o que esta jovem freira está sofrendo!'". Em suas horas finais, a própria Teresa exclamou: "Eu jamais acreditaria ser possível sofrer tanto, nunca, nunca!". Em julho de 1897, ela se mudou pela última vez para a enfermaria do mosteiro. Em 19 de agosto, comungou pela última vez. Santa Teresinha morreu em 30 de setembro de 1897 com apenas 24 anos de idade. Em seu leito de morte, suas últimas palavras foram "Meu Deus, eu te amo!".
Ela foi enterrada em 4 de outubro no espaço das carmelitas no cemitério municipal de Lisieux, junto com Zélie e Louis Martin, seus pais.
Em maio de 2025, quando se comemorava o primeiro centenário da canonização de Teresa, foi anunciada a descoberta de elevadas quantidades de mercúrio em fios de cabelo da santa retirados de relíquia da igreja de Herbitzheim, na França, com autorização da Arquidiocese de Estrasburgo. O mercúrio era usado em medicamentos contra a tuberculose e, pelo constatado no exame comandado pelo patologista forense Philippe Charlier, é bastante provável que altas doses de medicamento tenham sido administradas nas últimas semanas de vida da santa. Ao invés de melhorar seu quadro, contudo, a presença intensa de mercúrio, que é um metal pesado e tóxico, pode ter contribuído para sua fraqueza. Os antibióticos que ajudam na cura da tuberculose só foram descobertos em 1928, mais de 30 anos depois da morte de Teresinha.

## Legado espiritual
Aos quatorze, Teresa já sabia que sua vocação era rezar pelos padres, ser um "apóstolo dos apóstolos". Em setembro de 1890, em seu exame canônico antes de professar seus votos religiosos, foi perguntada do motivo pelo qual queria entrar no Carmelo. Sua resposta foi: "Quero salvar almas e, especialmente, rezar pelos padres". Por toda sua vida, Teresa rezou fervorosamente por eles e se correspondeu com vários outros. Ela acreditava, como escreveu para sua irmã, que "nossa missão enquanto carmelitas é formar missionários evangélicos que irão salvar milhares de almas de quem seremos mães".
Teresa era devota da meditação eucarística. Numa delas, em 26 de fevereiro de 1895, escreveu de supetão, sem sequer um rascunho, sua obra-prima poética, "Viver de Amor". Ainda em vida, o poema foi enviado para várias comunidades religiosas e foi incluída num caderno de seus poemas.

### Menino Jesus e Santa Face

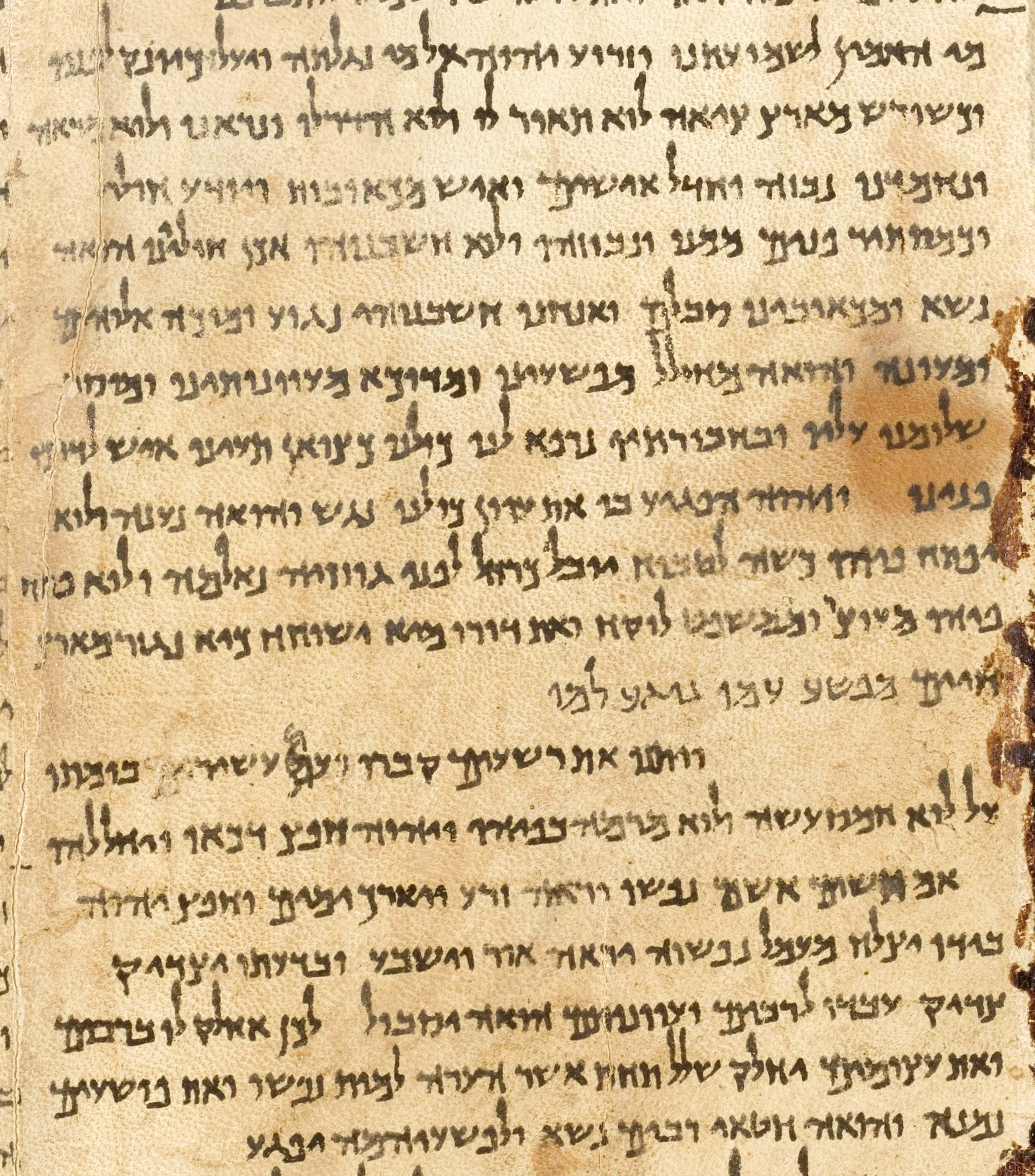
Algumas passagens de Isaías ajudaram Teresa durante seu noviciado. Seis semanas antes de morrer, ela comentou com Pauline: "As palavras de Isaías: —estas palavras são a base da minha devoção à Santa Face […] Eu também queria não ter beleza nem formosura, ser desconhecida de todas as criaturas"
Foto capítulo 53 no "Manuscrito de Isaías", um dos Manuscritos do Mar Morto.

Em 24 de setembro de 1890, quando Teresa participou da cerimônia de "tomada do véu" após ter feito seus votos, acrescentou ao seu nome religioso, "Teresa do Menino Jesus", o epíteto "da Santa Face". Ambas devoções se tornariam cada vez mais importantes no desenvolvimento de sua fé e da sua vida espiritual. Em sua "A l'ecole de Therese de Lisieux: maitresse de la vie spirituelle", o bispo Guy Gaucher enfatiza que a importância delas era tanta que Teresa assinava "Therese de l'Enfant Jesus de la Sainte Face" (Teresa do Menino Jesus da Santa Face). Em seu poema "Meu Céu na Terra", composto em 1895, Teresa expressa a noção de que, através da divina união de amor, a alma assume o semblante de Jesus. Ao contemplar os sofrimentos associados com a Santa Face, acreditava poder se aproximar muito mais de Cristo. É importante lembrar que a devoção à Santa Face foi promovida por outra freira carmelita, irmã Maria de São Pedro, em Tours, em 1844. Posteriormente, Leo Dupont, que ficou conhecido como apóstolo da Santa Face fundou a "Arquifraternidade da Santa Face" ali em 1851. Teresa era membro desta fraternidade desde 26 de abril de 1885, quando foi apresentada à devoção por Pauline.
Seus pais, Zélie e Louis, rezavam no Oratório da Santa Face, fundado originalmente por Dupont em Tours. Teresa escreveu diversas orações para expressar sua devoção e é dela a famosa frase "Faça-me parecer contigo, Jesus!", que escreveu num cartão no qual colou uma imagem da Santa Face. Este cartão, por sua vez, foi colocado num pequeno medalhão que ela levava junto ao coração. Teresa compôs também a "Oração da Santa Face para Pecadores"ː
| “ | Pai Eterno, uma vez Tu me destes como minha herança a adorável Face de teu Filho Divino, eu ofereço esta Face a Ti e Te imploro, em troca desta moeda de valor infinito, que perdoes a ingratidão das almas dedicadas a Ti e que perdoes todos os pobres pecadores. | ” |
|   | — Santa Teresinha. |   |

Depois de sua morte, os poemas e orações de Teresa foram fundamentais para espalhar a devoção à Santa Face pelo mundo.

### O Pequeno Caminho (ou Pequena Via)
Em sua busca pela santidade, Teresa acreditava que não era necessário realizar atos heroicos e nem "grandes feitos" para atingir a santidade e nem para expressar o amor de Deus:
| “ | O amor prova-se por feitos, então como posso provar meu amor? Grandes feitos estão fora do meu alcance. A única forma de provar meu amor é espalhando flores e estas flores são todos os pequenos sacrifícios, cada olhar, cada palavra e cada pequeno ato de amor. | ” |
|   | — Santa Teresinha. |   |

Este "pequeno caminho" de Teresa é o fundamento de sua espiritualidade. Na Igreja Católica, o caminho de Teresa ficou conhecido por algum tempo como "o pequeno caminho da infância espiritual", mas ela própria só usou o termo "pequeno caminho" uma única vez e jamais escreveu "infância espiritual". Foi sua irmã Pauline que, depois da morte de Teresa, adotou a frase para batizá-lo. Anos depois da morte dela, uma carmelita de Lisieux perguntou a Pauline sobre a frase e ela respondeu espontaneamente: "Sabes bem que Teresa jamais usou-a! É minha." Em maio de 1897, Teresa escreve para o padre Adolphe Roulland: "Meu caminho é todo confiança e amor". Para Maurice Bellière, ela escreveu "e eu, com 'meu caminho', farei mais que você e assim espero que um dia Jesus faça com que você siga pelo mesmo caminho que eu". Finalmente, a própria Teresa explica:
| “ | Às vezes, quando leio tratados espirituais nos quais a perfeição se revela através de milhares de obstáculos rodeados por uma multitude de ilusões, minha pobre mente pequena rapidamente se cansa. Eu fecho o livro erudito que está quebrando minha cabeça e secando meu coração e abro as Sagradas Escrituras. Então tudo se ilumina para mim; uma única palavra descobre para minh'alma infinitos horizontes; a perfeição parece simples; percebo que é suficiente para reconhecer nossa própria insignificância e para nos abandonarmos, como crianças, nos braços de Deus. Deixo para grandes almas, para grandes mentes, os grandes livros que não compreendo, me regozijo em ser pequena por que apenas crianças e os que são como elas serão admitidos no banquete celeste | ” |
|   | — Santa Teresinha. |   |

Passagens como esta expuseram Teresa a ataques que a acusavam principalmente de defender uma espiritualidade sentimental, imatura e não supervisionada. Seus defensores afirmam que ela criou uma forma de se aproximar da vida espiritual que qualquer pessoa, seja qual for sua história, pode compreender e adotar.

### Autobiografia - História de uma Alma
Santa Teresa é ainda hoje muito popular por causa de suas memórias espirituais, cujo título original em francês é "L'histoire d'une âme" ("A História de uma Alma"). Ela começou a escrevê-la em 1895 como um livro de memórias de sua infância, instada principalmente por sua irmã Pauline, conhecida como Madre Agnes de Jesus. Como madre das carmelitas em Lisieux, Agnes pediu que Teresa escrevesse sua história depois que a irmã mais velha das duas, Maria do Sagrado Coração, fez-lhe uma pergunta sobre o tema. Quando Teresa estava em seu retiro, em setembro de 1896, escreveu uma carta para Maria que atualmente é parte da edição de "A História de uma Alma". Em junho do ano seguinte, Agnes soube da gravidade da situação de Teresa e imediatamente pediu que Madre Marie de Gonzague — que a sucedeu como prioresa — permitisse que Teresa escrevesse outro livro de memórias, focado desta vez nos detalhes de sua vida religiosa. Incluindo uma seleção das cartas de Teresa, poemas e lembranças dela relatadas por outras freiras, a obra foi publicada postumamente. O texto foi muito editado por Madre Agnes, que fez mais de 7 000 revisões no manuscrito de Teresa e o apresentou como uma autobiografia de sua irmã.
Desde 1973, duas edições centenárias dos manuscritos originais de Teresa não editados por Pauline, incluindo "A História de uma Alma", suas cartas, poemas, orações e peças foram publicados em francês. ICS Publications publicou uma edição crítica completa de suas obras: "A História de uma Alma", "Últimas Conversas" e dois volumes de cartas.
Sua autobiografia inspirou muitas pessoas, inclusive a escritora e mística católica romana italiana Maria Valtorta.

## Reconhecimento

### Canonização
O papa Pio X assinou o decreto autorizando a abertura do processo de canonização de Teresa em 10 de junho de 1914. Bento XV, para acelerá-lo, dispensou os costumeiros cinquenta anos requeridos entre a morte e a beatificação. Em 14 de agosto de 1921, ele próprio promulgou o decreto das virtudes heroicas de Teresa e discursou sobre o "caminho de confiança e amor" de Teresa, recomendando-o a toda a cristandade.
Teresa foi beatificada em 29 de abril de 1923 e canonizada em 17 de maio de 1925 por Pio XI, apenas 27 anos depois de sua morte. Sua festa foi incluída no Calendário Geral Romano em 1927 na data de 3 de outubro. Em 1969, o papa Paulo VI moveu a festa para 1 de outubro, o dia de seu dies natalis ("nascimento celeste").
Ela é padroeira dos aviadores, floristas, dos doentes e das missões. É considerada também padroeira da Rússia pelos católicos (a Igreja Ortodoxa Russa não reconhece nem sua santidade e nem o padroado). Em 1927, Pio XI nomeou Teresa padroeira das missões e, em 1944, Pio XII proclamou-a co-padroeira da França com sua heroína de infância, Santa Joana d'Arc.
Através da carta apostólica Divini Amoris Scientia ("A Ciência do Amor Divino"), de 19 de outubro de 1997, João Paulo II proclamou Teresa uma Doutora da Igreja, uma das quatro mulheres a terem recebido a honra até então (as outras eram Santa Teresa de Ávila, Santa Catarina de Siena e Santa Hildegarda de Bingen).
De acordo com algumas biografias de Édith Piaf, em 1922, a cantora — na época, uma criança desconhecida de sete anos — foi curada de uma cegueira depois de peregrinar até o túmulo de Santa Teresinha que, na época, ainda não havia sido formalmente canonizada.

### Celebração de sua canonização
Teresa foi declarada santa cinco anos e um dia depois de Santa Joana d'Arc, mas teve muito mais impacto que a da lendária heroína francesa. Na época, o Pio XI reviveu o antigo costume de decorar a Basílica de São Pedro com tochas e lamparinas de sebo. De acordo com um relato, "Cordas e lamparinas de sebo foram recuperadas nos empoeirados depósitos onde ficaram guardadas por mais de cinquenta e cinco anos. Uns poucos operários mais idosos que ainda lembravam como a decoração foi feita da última vez — em 1870 — guiaram o trabalho de 300 homens por duas semanas enquanto eles escalavam para amarrar as lâmpadas na cúpula de São Pedro". O New York Times dedicou sua primeira página a uma história sobre a ocasião, intitulada "Toda Roma admira São Pedro brilhando pela nova santa", De acordo com o Times, mais de 60 000 pessoas, o maior público na basílica desde a canonização de São Pio X, 22 anos antes, assistiram a cerimônia de canonização.

### Beatificação e Canonização dos pais de Teresa
Um movimento lutava para canonizar os pais de Teresa, que foram declarados veneráveis em 1994 por João Paulo II. Em 2004, o arcebispo de Milão aceitou a cura inesperada de uma criança com problemas pulmonares como tendo sido resultado da intercessão do casal. Anunciada antecipadamente pelo cardeal Saraiva Martins em 12 de julho de 2008, a beatificação dos veneráveis Zelie e Louis Martin deu-se durante as cerimônias que marcaram o sesquicentenário de seu casamento, em 19 de outubro de 2008, em Lisieux.
Em 2011, as cartas dos beatos Zélie e Louis Martin foram publicadas em inglês com o título de "A Call to a Deeper Love: The Family Correspondence of the Parents of Saint Thérèse of the Child Jesus, 1863-1885" ("Um Chamado para um Amor mais Profundo: A Correspondência Familiar dos Pais de Santa Teresa do Menino Jesus, 1863-1885"). Em 7 de janeiro de 2013, em Valência, Espanha, o processo diocesano para examinar um "milagre presumido" atribuído à intercessão do casal foi aberto: o caso era de uma recém-nascida, Carmen, nascida prematura quatro dias depois da beatificação e que se recuperou inexplicavelmente de uma severa hemorragia cerebral e de outras complicações.
Em 18 de outubro de 2015, o papa Francisco canonizou os pais de Santa Teresa de Lisieux. Foi a primeira vez que um papa canonizou ao mesmo tempo um marido e sua esposa. Outros casais já haviam sido canonizados, mas em datas diferentes. Disse o papa Francisco na homilia de canonização: “Os Santos esposos Luís Martin e Maria Zélia Guérin viveram o serviço cristão na família, construindo dia após dia um ambiente cheio de fé e amor; e, neste clima, germinaram as vocações das filhas, nomeadamente a de Santa Teresinha do Menino Jesus."

### Causa de Léonie Martin, irmã de Teresa
Há também interessados em promover a causa da santidade da irmã de Teresa, Léonie, a única das cinco irmãs que não se tornou uma freira carmelita. Ela entrou para a vida religiosa por três vezes antes de sua quarta e última tentativa, em 1899, no Mosteiro da Visitação de Caen, onde tomou o nome de irmã Françoise-Thérèse e tornou-se uma fervorosa seguidora do pequeno caminho de Teresa. Léonie morreu ali em 1941 e seu túmulo pode ser visitado pelos fieis. Em 25 de março de 2012, Jean-Claude Boulanger, bispo de Bayeux e Lisieux, concedeu o imprimatur para uma oração que pede para que ela seja declarada venerável.

### Influência
Junto com São Francisco de Assis, Santa Teresinha é um dos santos católicos mais populares desde a era apostólica. Como Doutora da Igreja, está sujeita a intenso debate e estudo teológico, e, como uma encantadora jovem cuja mensagem tocou a vida de milhões, é o foco de fervorosa devoção popular.

### Relíquias
Por muitos anos, as relíquias de Teresa rodaram o mundo e milhares de peregrinos tiveram a oportunidade de vê-las. Embora o cardeal Basil Hume tenha se negado a endossar as propostas para uma turnê em 1997, elas finalmente viajaram para Inglaterra e País de Gales no final de setembro e início de outubro de 2009, incluindo um pernoite na Catedral de York, um templo anglicano, no dia de sua festa. Um quarto de milhão de fiéis foram venerá-las.
Em 27 de junho de 2010, as relíquias estiveram pela primeira vez na África do Sul durante a Copa do Mundo de 2010 e permaneceram no país até 5 de outubro.
A escrivaninha que Teresa utilizou no Carmelo viajou pelos Estados Unidos entre setembro e outubro de 2013. Em novembro, um novo relicário contendo as relíquias de Santa Teresa e de seus pais foi presenteado a Arquidiocese de Filadélfia e está abrigado no mosteiro carmelita da cidade.

### Congregações religiosas
A Congregação das Oblatas de Santa Teresa de Lisieux foi fundada em 1933 por Gabriel Martin, um padre na diocese de Luçon (França) e Béatrix Douillard. A missão da congregação é evangelizar as paróquias e ajudar Santa Teresinha a "espalhar seu céu fazendo o bem na terra".
A Congregação de Santa Teresa de Lisieux foi fundada em 19 de março de 1931 por Mar Augustine Kandathil, bispo metropolitano da Igreja Católica Siro-Malabar, como a primeira ordem religiosa indiana para irmãos.